# D34 (hunebed)
Hunebed D34 is een portaalgraf. Het ligt op het Oosterveld tussen Odoorn en Valthe in de Nederlandse provincie Drenthe. Het hunebed is te bereiken via een zandweg vanaf de weg tussen Valthe en Odoorn. Aan de overkant van deze weg ligt de grootste grafheuvel van Drenthe; het Eppiesbargie.

## Bouw

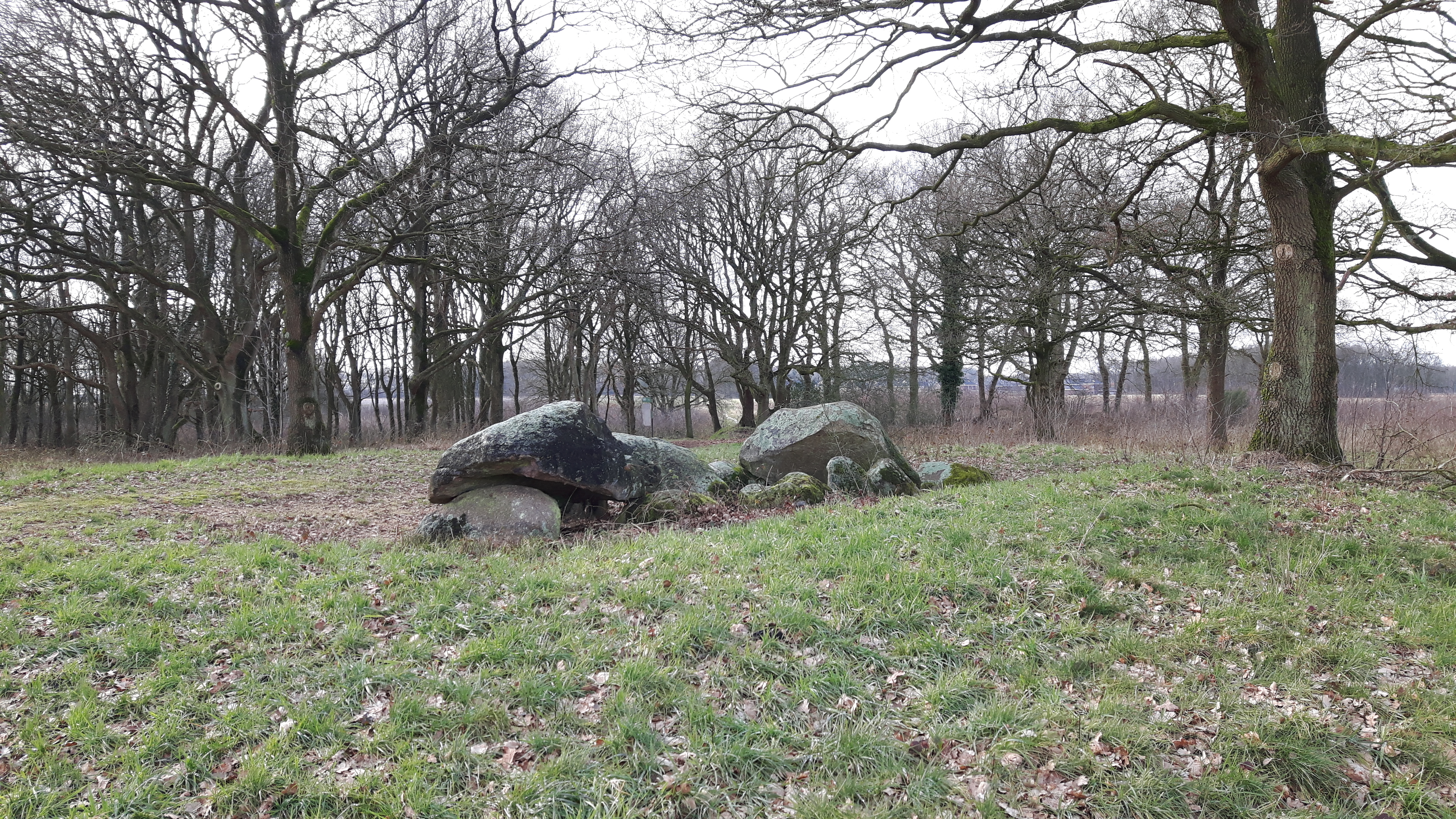
Hunebed D34

Het hunebed wordt toegeschreven aan de trechterbekercultuur.
Het hunebed is 7,8 meter lang en 3,0 meter breed. Er zijn nog drie van de vijf dekstenen over. Die tien draagstenen en twee sluitstenen zijn bijna onder het maaiveld verstopt. Er zijn twee poortdraagstenen.
Het restant van de dekheuvel ligt als een cirkel rond het hunebed.
De oudste handelsroute van Drenthe loopt langs D31, D33, D34, D35 en de grafheuvel Eppiesbargie. De Valtherzandweg vormt nog een deel van deze prehistorische route.

## Geschiedenis
In 1869 is het hunebed D34 voor een deel gesloopt en alle voorwerpen die in de grafkamer werden aangetroffen, zijn meegenomen. In 1952 is onderzoek uitgevoerd, maar het bleek dat de voorwerpen al waren verwijderd.
In 1871 kocht de provincie Drenthe hunebed D34 van de boermarke van Valthe. Het hunebed D34 is bij een ruil overgegaan van Het Drentse Landschap naar Staatsbosbeheer.
Van Giffen beschreef het hunebed als  "sterk gestoord".
Tot 1955 lagen hier twee hunebedden, maar het 150 meter noordwestelijker gelegen restant van hunebed D33 is door de archeoloog Albert van Giffen in dat jaar 'gesloopt' om met de vrijgekomen stenen het hunebed D49 (de Papeloze kerk) te kunnen restaureren.

## Society of Antiquaries[9]
In Engeland ontstond in de jaren zeventig van de 19e eeuw bezorgdheid over de wijze waarop in Nederland hunebedden werden gerestaureerd. In die kringen was men vooral bezorgd dat met de restauraties het oorspronkelijk beeld van de situatie verloren zou gaan. De directeur van de Society of Antiquaries in Londen verzocht de oudheidkundigen William Collings Lukis en sir Henry Dryden om de staat waarin de hunebedden zich op dat moment bevonden nauwkeurig vast te leggen. Zij bezochten in juli 1878 Drenthe en brachten veertig hunebedden op de Hondsrug in kaart. Ze hebben opmetingen verricht en beschreven de aangetroffen situatie, die zij tevens vastlegden in een serie aquarellen. Hun rapportage aan de Society of Antiquaries verscheen echter niet in druk. Hun materiaal werd bewaard bij de Society of Antiquaries, het Guernsey Museum & Art Gallery en het Drents Museum. Het Ashmolean Museum in Oxford bezit kopieën van hun werk. In 2015 publiceerde de Drentse archeoloog dr. Wijnand van der Sanden alsnog hun werk. Hij voorzag hun materiaal van een uitgebreide inleiding. Ook schetste hij de ontwikkelingen met betrekking tot het archeologisch onderzoek van de hunebedden na hun onderzoek tot 2015. Hij gaf als oordeel dat het werk van Lukis en Dryden van hoge kwaliteit was. In het Drents Museum was in 2015 een tentoonstelling over het werk.
Hunebed D34 is weergegeven op Plan XXIX: Lukis en Dryden bezochten de hunebedden op 19 juli 1878. Het hunebed had oorspronkelijk vijf dekstenen, waarvan de deksteen aan de oostkant niet meer op de originele plek lag, omdat er een draagsteen verwijderd was. De deksteen ernaast was gebroken en een deksteen aan de westkant was van zijn plek geschoven. Deze dekstenen werden niet op de plattegrond aangegeven door Lukis en Dryden. Er waren nog tien draagstenen overgebleven en er was nog een poortsteen. De dekheuvel was zo hoog als de bovenkant van de draagstenen; de oppervlakte bedroeg circa 20 bij 14,5 meter. Volgens Lukis en Dryden had de archeoloog Janssen eerder de ingang op een verkeerde plaats gelokaliseerd..